# Савицкий, Александр Леонидович
Алекса́ндр Леони́дович Сави́цкий (17 октября 1948 — 2 декабря 2019) — российский поэт, общественный деятель, член Академии педагогических и социальных наук, автор четырёх поэтических книг. Заслуженный педагог Российской Федерации, академик Академии педагогических и социальных наук. Жил в Магнитогорске.

## Биография
- 1948, 17 октября — родился в г. Магнитогорске
- 1966 — с золотой медалью окончил среднюю школу № 4
- 1967—1969 — служил в армии
- 1970—1975 — учился в Магнитогорском горно-металлургическом институте (ныне — технический университет)
- 1975—1976 — работал ассистентом кафедры «Электроснабжение промышленных предприятий»
- 1976—1977 — первый секретарь Ленинского райкома ВЛКСМ Магнитогорска
- 1977—1982 — первый секретарь горкома ВЛКСМ Магнитогорска
- 1982—1989 — секретарь Левобережного райкома КПСС Магнитогорска
- 1989—2002 — являлся директором Магнитогорского Лицея
- 1989—1990 — секретарь горкома КПСС Магнитогорска
- 1990 — основал Магнитогорский Лицей (ныне — Первый многопрофильный лицей г. Магнитогорска)
- 1990—1991 — первый секретарь горкома КПСС Магнитогорска
- 1991—2002 — директор Магнитогорского Лицея (ныне — Первый многопрофильный лицей г. Магнитогорска)
- 1996 — избран академиком Академии педагогических и социальных наук. В Магнитогорске изданы две дебютные книги — «Стихи» и «Благословляю этот миг».
- 1998 — в московском издательстве «Плакат» вышла эпопея в стихах «Золотой мальчик»
- 1999 — удостоен звания «Заслуженный педагог Российской Федерации»
- 2000 — в московском издательстве «Плакат» вышла книга стихов «Как чудно блещут очи»
- 2003 — баллотировался на выборах в Государственную думу IV созыва по Магнитогорскому избирательному округу
- 2005 — баллотировался на пост мэра г. Магнитогорска
- 2010 — возглавил Магнитогорский городской комитет КПРФ
- Умер 2 декабря 2019 года. Похоронен на Правобережном кладбище Магнитогорска.

## Литературная деятельность

### Книги
1. 1996 — Стихи. — Магнитогорск, «АРС-Экспресс», 208 с. Редактор: А. Павлов. Перевод на английский язык И. Монина. Тираж: 1000 экз. ISBN 5-7114-0503-9
2. 1996 — Благословляю этот миг / Blessed be this moment (стихи). — Магнитогорск, Издательство Магнитогорского лицея, 160 с. Перевод на английский язык И. Монина. ISBN 5-7758-0003-6
3. 1998 — Золотой мальчик (эпопея в стихах). — Москва, «Плакат», 240 с. Тираж: 3000 экз. ISBN 5-7758-0016-8
4. 2000 — Как чудно блещут очи (стихи). — Москва, «Плакат», 200 с. Перевод на английский язык И. Монина. Тираж: 3000 экз.

### Публикации
1. Памяти друга (предисловие). — Рахматуллин А. Загадка мичманского сундучка. — Магнитогорск, Издательство Магнитогорского лицея РАН, 1999, с. 3.

## Звания
- Член Академии педагогических и социальных наук (с 1996)
- Заслуженный педагог Российской Федерации (1999)